# Y Not
Albums de Ringo Starr
Ringo Starr and His All Starr Band Live 2006
(2008) Live at the Greek Theatre 2008
(2010)
Y Not est le 16e album solo de Ringo Starr paru en janvier 2010.

## Liste des chansons
1. Fill in the Blanks (Starkey, Joe Walsh)
2. Peace Dream (Starkey, Gary Wright, Gary Nicholson)
3. The Other Side of Liverpool (Starkey, Dave Stewart)
4. Walk with You (Starkey, Van Dyke Parks)
5. Time (Starkey, Dave Stewart)
6. Everyone Wins (Starkey, Johnny Warman)
7. Mystery of the Night (Starkey, Richard Marx)
8. Can't Do It Wrong (Starkey, Gary Burr)
9. Y Not (Starkey, Glen Ballard)
10. Who's Your Daddy (Starkey, Joss Stone)

## Personnel
- Ringo Starr : Chant, chœurs, batterie, percussions, claviers, piano, guitare acoustique
- Steve Dudas : Guitare
- Keith Allison : Guitares, chœurs
- Joe Walsh : Guitares sur "Fill in the Blanks", "Peace Dream" et "Everyone Wins", basse et chœurs sur "Fill in the Blanks".
- Dave Stewart : Guitares sur "The Other Side of Liverpool" et "Time"
- Billy Squier : Guitares sur "The Other Side of Liverpool" et "Can't Do it Wrong"
- Don Was : Basse sur "Who's Your Daddy", contrebasse sur "Can't Do it Wrong"
- Paul McCartney : Basse sur "Peace Dream", voix additionnelle sur "Walk With You"
- Michael Bradford : Basse
- Brue Sugar : Claviers, ingénieur, coproducteur
- Benmont Tench : Orgue, piano
- Edgar Winter : Cor sur "Can't Do it Wrong", saxophone alto et ténor sur "Who's Your Daddy", chœurs sur "Peace Dream" et "Everyone Wins"
- Joss Stone : Chant sur "Who's your daddy"
- Ben Harper : Chœurs sur "Peace Dream"
- Richard Marx : Chœurs sur "Mystery of the Night"
- Cindy Gomez : Chœurs sur "The Other Side of Liverpool" et "Time"
- Ann Marie Calhoun : Violon sur "The Other Side of Liverpool", "Walk With You" et "Time"
- Tina Sugandh : Tabla et chant sur "Peace Dream" et "Y Not"